# Волохань панамський
Волохань панамський (Atlapetes luteoviridis) — вид горобцеподібних птахів родини Passerellidae. Ендемік Панами.

## Таксономія
Панамського волоханя довгий час відносили до роду Волохань (Pselliophorus). Однак за результатами молекулярно-генетичного дослідження він був віднесений до роду Заросляк (Atlapetes).

## Опис
Довжина птаха становить 17 см. Тім'я, шия, верхня частина тіла, крила і хвіст темно-оливково-зелені. Обличчя і горло темно-сірі. Нижня частина тіла яскрава жовтувато-оливкова, боки зеленуваті, стегна і гузка яскраво-жовті.

## Поширення і екологія
Панамський волохань мешкає в центральній частині Панами, в лісах гірського хребта Серранія-де-Табассара, що є частиною Кордильєра-де-Таламанки. Живе у високогірних тропічних хмарних лісах, на висоті 1200-1800 м над рівнем моря.

## Збереження
МСОП вважає цей вид вразливим. Популяцію панамських волоханів оцінюють в 6-15 тисяч птахів. Їм загрожує знищення природного середовища.